# عثمان الديوه جي
الشيخ عثمان الديوه جي عالم الموصل والقاضي في محاكم العراق

## ولادته ونشأته
الشيخ عثمان الديوجي، هو عثمان بن محمد بن سليمان بن سلطان الديوه جي الموصلي، 
ولد الشيخ عثمان– رحمه الله- في مدينة الموصل سنة 1287هـ والموافقة لسنة 1868 م في عائلة علمية، فوالده الشيخ محمد كان عالماً فاضلاً من علماء الموصل 

## دراسته
1. درس الشيخ عثمان الديوجي وأخذ علوم القرآن والشريعة والعربية وادابها وغيرها على كبار علماء وفقهاء الموصل في وقته على الطريقة التقليدية في الدراسة وكما يلي:
2. قرأ وتعلم قراءة القرآن الكريم والتجويد والكتابة ومبادئ النحو في جامع نبي الله دانيال على الشيخ الحاج سلطان .
3. علم التجويد على الشيخ محمد الديوه جي
4. النحو والصرف بصورة موسعة على الشيخ عبد الله الفيضي الذي كان عالماً فذاً في علوم الآلة.
5. النحو والبيان والبديع والوضع وعلم الآداب (بحث ومناظرة) على العلامة الشيخ محمد الرضواني
6. علم الهيأة والمنطق لمدة سنتين، على الشيخ محمد القرة داغي في مدرسة عدي بن مسافر الهكّاري الأموي في قضاء الشيخان.
7. علوم الفلك والأسطرلاب على الشيخ عرفان السليماني.
8. ومن شيوخه الشيخ مصطفى بن محمد بن سعيد البكري: المتوفى سنة 1344هـ والموافق سنة 1926م.

وقد نال الاجازة العلمية بتاريخ 1319هـ من العلامة محمد الرضواني في وقت واحد هو واخوه الشيخ أحمد الديوه جي، وكتب اجازتهما الشيخ محمد امين بن الشيخ محمد سعيد الملا يوسف تلميذ الشيخين المذكورين.

## نشاطه العلمي
تنوع نشاط الشيخ عثمان ونتاجه العلمي الخصب بي التدريس في مدارس الموصل الشرعية ومؤلفاته الإسلامية 

### التدريس
- مارس تدريس العلوم الشرعية في المدارس التالية :
- مدرسة مسجد منصور الحلاج .. وكان هذا المسجد ملاصقاً لداره التي يسكنها، وقد فتح عليها من داره باباً، وقد عمّر هذا المسجد بعد تداعيه للسقوط وبنى فيه المدرسة وجدد كافة مرافقه.
- مدرسة النبي يونس (عليه السلام) في جامع النبي يونس في نينوى، اسندت اليه عام 1303هـ وقد درس عليه طلاب كثيرون حتى عام 1340هـ تقريباً والموافق سنة 1920م.
- المدرسة العمرية فانه كان آخر من يدرس بها فقد درّس في مدرستها لمدة سنتين.
- مارس التدريس في داره وفي مدرسة الحاج منصور الحلاج المجاورة لداره، والوعظ في جامع محمد الصابونجي في شهر رمضان، وفي مسجد النبي دانيال، واستمر على ذلك بعد احالته على التقاعد وحتى وفاته.

### ومن أشهر طلابه
- الشيخ محمد امين بن الشيخ محمد سعيد الملا يوسف، المتوفى 1377هـ.
- الشيخ محمد تقي بن الشيخ حسن الخليفة المتوفى 1334هـ.
- الشيخ ذنون بن ملا علي اطرقجي الصميدعي المتوفى 1382هـ.
- الشيخ إسماعيل حقي فرج المتوفى سنة 1370هـ.
- الشيخ صالح الجهادي المدعو (البربر) اجيز منه.
- الشيخ علي الجميل المتوفى 1356هـ. قرأ عليه المناظرة.
- الشيخ عز الدين الخليفة المترجم له في الإمداد، الجزء الخامس، المتوفى سنة 1403هـ.
- الشيخ أحمد بن محمد صالح الحبار المتوفى سنة 1413هـ.
- الشيخ محي الدين محمد رؤوف الغلامي.
- الشيخ محمد علي السردار الاعرجي.

### من أهم مؤلفاته
1. نظم متن الإظهار للبركوي.
2. نظم الفقه الحنفي من كتب عدّة.
3. الاجوبة البيروتية، وقد تم نشرها سنة 1433هـ-2012م.
4. تفسير سورة النبأ وآية الجمعة.
5. رسالة في الرد على المبشرين.
6. زبدة المفهوم في وجود الانصات على المأموم وطبع في مطبعة ام الربيعين
7. في الموصل سنة 1354هـ-1935م.

## القضاء والوظائف
- عين قاضياً في بغداد عام 1340هـ والموافق سنة 1920م تقريبا.
- عين خطيباً لجامع العمرية،.
- الوعظ في جامع الشيخ عبدال عام 1315هـ.
- شغل منصب رئاسة مجلس الاوقاف لحين احتلال الانكليز عام 1918 م بعد ان كان عضواً فيه.
- عين قاضياً في مدينة الموصل سنة 1926م.
- نقل إلى عضوية مجلس التمييز الشرعي السني في بغداد سنة 1930م وبقي هناك ثلاث سنوات.
- أعيد إلى قضاء بغداد مرة ثانية سنة 1933م ومكث فيه عدة أشهر، احيل بعدها إلى التقاعد لكبر سنه في العام نفسه.

## وفاته
وافاه اجله في 30 محرم 1360-1361هـ والموافق في 17 شباط سنة 1941م.